# Frank Butler
Frank Butler (Oxford, 28 dicembre 1890 – 10 giugno 1967) è stato uno sceneggiatore, attore e regista statunitense.

## Filmografia parziale

### Sceneggiatore
- Viaggio di nozze (Just Married) (1928)
- Slim prende moglie (China Bound) (1929)
- L'indomabile (Untamed) (1929)
- La banda dei fantasmi (Remote Control) (1930)
- Passione cosacca (New Moon) (1930)
- This Modern Age (1931)
- College Humor (1933)
- Search for Beauty (1934)
- Nel paese delle meraviglie (March of the Wooden Soldiers - Babes in Toyland) (1934)
- Coniglio o leone? (Strike Me Pink) (1936)
- La via lattea (The Milky Way) (1936)
- La ragazza di Boemia (The Bohemian Girl) (1936)
- Resa d'amore (The Princess Comes Across) (1936)
- Waikiki Wedding (1937)
- Tira a campare! (Never Say Die) (1939)
- La danzatrice di Singapore (The Road to Singapore) (1940)
- Avventura a Zanzibar (The Road to Zanzibar) (1941)
- Aloma dei mari del sud (Aloma of the South Seas) (1941)
- Lo scorpione d'oro (My Favorite Blonde) (1942)
- Al di là dell'orizzonte (Beyond the Blue Horizon) (1942)
- L'isola della gloria (Wake Island) (1942)
- Avventura al Marocco (Road to Morocco) (1942)
- Hostages (1943)
- La mia via (Going My Way) (1944)
- L'ombra dell'altro (A Medal for Benny) (1945)
- Bionda incendiaria (Incendiary Blonde) (1945)
- Vecchia California (California) (1947)
- Benvenuto straniero! (Welcome Stranger) (1947)
- La storia di Pearl White (The Perils of Pauline) (1947)
- Passione di zingara (Golden Earrings) (1947)
- Smith il taciturno (Whispering Smith) (1948)
- La principessa di Bali (Road to Bali) (1952)
- La straniera (Strange Lady in Town) (1955)

### Attore
- Behold My Wife!, regia di George Melford (1920)
- Sangue di zingara (The Great Moment), regia di Sam Wood (1921)
- Lo sceicco (The Sheik), regia di George Melford (1921)
- L'età di amare (Beyond the Rocks), regia di Sam Wood (1922)
- L'ottava moglie di Barbablù (Bluebeard's 8th Wife), regia di Sam Wood (1923)
- Il richiamo della foresta (Call of the Wild), regia di Fred Jackman (1923)
- Fra gli artigli della tigre (The Tiger's Claw), regia di Joseph Henabery (1923)
- Made for Love, regia di Paul Sloane (1926)

### Regista
- Elefanti che volano (Flying Elephants) (1928)